# Марас
Марас (исп. Maras) — небольшой город в Перу, центр одноимённого района, входящего в провинцию Урубамба. Расположен в 40 км к северо-западу от города Куско и примерно в 7 км от археологического памятника Морай. Представляет собой древнее индейское поселение в Священной долине Инков. Город знаменит соляными террасами Салинерас-де-Марас (исп. Salineras de Maras), которые находятся в нескольких километрах от города на склоне горы и использовались для добычи соли ещё во времена Империи инков.

## История
Город Марас расположен в Священной долине Инков, на высоте 3300 метров над уровнем моря. Был основан в колониальную эпоху испанским колонистом Педро Ортис де Оруэ. Основное же заселение города началось после того, как многие инки-дворяне были лишены своих дворцов в Куско и были вынуждены переезжать в такие небольшие города, как Марас.
Также город послужил оплотом для конкистадоров во время восстания Манко Инка Юпанки. Захватчики совершали рейды на близлежащий город Ольянтайтамбо, который служил укрытием для Манко Инки Юпанки.
В колониальные времена Марас представлял собой процветающее поселение, о чём говорят дома, украшенные гербами испанских дворян. О значимости города в колониальную эпоху говорит и церковь, построенная из глиняных кирпичей и украшенной картинами художника-уроженца Куско Антонио Синчи Рока Инка.
В настоящее время Марас представляет собой провинциальный городок, достаточно изолированный от современной жизни, однако он привлекает множество туристов знаменитыми соляными террасами, расположенными в нескольких километрах от города. Жители города занимаются добычей соли в этих соляных бассейнах. Согласно данным за 2005 год в городе насчитывается всего 1730 жителей.

## Добыча соли

### Соляные копи Салинас-де-Марас
В 5 км от города, на склоне горы расположено древнее место добычи соли под названием Салинас-де-Марас (исп. Salineras de Maras) — «соляные копи». Комплекс представляет собой каскад специально созданных колодцев-террас, имеющих площадь в среднем 5 м². 
Производство и технология добычи соли в этом месте известны ещё со времён существования Империи Инков. По некоторым данным, добыча соли производилась и в доинковские времена, древней общиной под названием «качи».
Соль здесь добывается путём выпаривания воды: на вершине горы из-под земли бьёт горячий солёный источник, который, спускаясь вниз по склону, попадает в специальные резервуары-бассейны, выстроенные из камней и расположенные каскадом. Вода, попадая в них, наполняет резервуар, а затем постепенно испаряется под воздействием солнечных лучей, оставляя на дне и стенках бассейна кристаллы соли. Цвет соли варьируется от белого до светло-красноватого или коричневатого. Весь процесс занимает около месяца — за это время на дне резервуара образуется десятисантиметровый слой соли, которую собирают и подсушивают, а затем измельчают, упаковывают в мешки и отправляют на местные рынки.

### Современность
В настоящее время добыча соли в Салинас-де-Марас ведётся так же, как и сотни лет назад. Соляные бассейны издавна были поделены между семьями близлежащей деревни и передаются по наследству: каждая семья обрабатывает по несколько соляных террас. В целом весь комплекс соляных каскадов насчитывает более 3000 террас, занимающих площадь около 1 км². Комплекс привлекает множество туристов и пользуется у них значительной популярностью благодаря как исторической ценности, так и необыкновенным пейзажам. Также любой желающий может лично поучаствовать в сборе соли.
Ранее Марас был крупнейшим поставщиком соли во всей Южной Америке, и в настоящее время соль, добываемая в этих копях, также идёт на продажу на региональных рынках. Помимо этого местными жителями изготавливаются разнообразные ремесленные изделия из соли, которые продаются ими в качестве сувениров.
В настоящее время комплекс соляных террас принадлежит частному кооперативу, и вход на эту территорию для туристов платный.